# Alsodes gargola
Alsodes gargola là một loài ếch thuộc họ Leptodactylidae.
Loài này có ở Argentina và có thể cả Chile.
Môi trường sống tự nhiên của chúng là rừng ôn đới, vùng cây bụi khô khu vực nhiệt đới hoặc cận nhiệt đới, sông ngòi, hồ nước ngọt, và đầm nước ngọt.